# Nectandra roberto-andinoi
Nectandra roberto-andinoi là loài thực vật có hoa trong họ Nguyệt quế. Loài này được (C. Nelson) C. Nelson mô tả khoa học đầu tiên năm 2001.